# Gnophos kovacsi
Gnophos kovacsi är en fjärilsart som beskrevs av András Vojnits 1967. Gnophos kovacsi ingår i släktet Gnophos och familjen mätare. Inga underarter finns listade i Catalogue of Life.